# Prithvirajsing Roopun
Prithvirajsing Roopun (Quatre Bornes, 24 mei 1959) is een Mauritiaans politicus. Van 2019 tot 2024 was hij de president van Mauritius. 

## Politieke loopbaan
Roopun was van 1983 tot 2019 lid van de Militante Socialistische Beweging (Mouvement Socialiste Militant) en stelde zich in 1995 voor het eerst beschikbaar als kandidaat namens deze partij. Van mei 2010 tot december 2019 was hij lid van de Nationale Vergadering. Hij was van december 2014 tot januari 2017 de minister van "Maatschappelijke Integratie en Economische Empowerment" en van januari 2017 tot november 2019 de minister van Kunst en Cultuur. 
Hoewel hij geen kandidaat was bij de algemene verkiezingen van 2019, werd hij kort daarna, op 2 december 2019, door de Nationale Vergadering voorgedragen als de zevende president van Mauritius. Nog op dezelfde dag volgde zijn beëdiging. Roopun diende zijn ambtstermijn van vijf jaar uit en werd in december 2024 opgevolgd door Dharam Gokhool.
Roopun is een hindoe en heeft 4 kinderen met zijn vrouw Sayukta Roopun.